# محافظة المخواة
محافظة المخواة هي إحدى محافظات منطقة الباحة في السعودية، وعاصمتها الإدارية مدينة المخواة.

## نبذة
تضم المحافظة العديد من الأماكن الأثرية من قرى وحصون وقلاع، منها قرية ذي عين وقرية عشم وقرية المدق وقرية بني شرفاء وقرية المشارفة (الخربان) وغيرها من القرى الأثرية، وتقع على ضفاف بعض الأودية كوادي راش ووادي ضيان ووادي حتي ووادي سقامة ووادي بطاط ووادي الأحسبة ووادي ممنا ووادي رحبة ووادي الملح.

## السكان
بلغ عدد سكان محافظة المخواة (48,333) نسمة حسب تعداد السعودية 2022، عدد السعوديين (37,864)، وعدد غير السعوديين (10,469).

## التقسيم الإداري

### المراكز التابعة
- مركز الجوة: فئة (ب) يقع شمال محافظة المخواة على بعد 15 كم من محافظة المخواة على الطريق المؤدي لمنطقة الباحة ويتبع لهذا المركز (48) قرية يقطنها حوالي (5065) نسمة، وتعتبر الجوة البوابة الرئيسية لأهالي منطقة الباحة القادمين إلى محافظة المخواة، وسبب التسمية الجوة من جوة أي في الداخل والسبب في التسمية لأن الجوة تقع داخل الجبال، أما المرافق الحكومية التابعة لمركز الجوة فهي مركز إمارة الجوة تأسس عام 1405 هـ وفرع هيئة الآثار والمتاحف التابع لهيئة السياحة وتأسس عام 1428 هـ ،لجنة التنمية الاجتماعية بالجوة تأسست عام 1427 هـ، ويحوي المركز على مصنع مياه.
- مركز ناوان : فئة (ب) يقع غرب محافظة المخواة وعدد القرى المرتبطة به 37 قرية وعدد سكانها حوالي ( 6253 ) نسمة.[8]
- مركز نيرا : فئة (ب) يقع غرب محافظة المخواة ويتبع هذا المركز 15 قرية يسكنها حوالي ( 4873) نسمة.[8]
- مركز شدا الاعلى : فئة (ب) يقع غرب محافظة المخواة ويرتبط به 6 قرى يسكنها حوالي ( 2004 ) نسمة.
- مركز الأحسبة: ويبعد عن محافظة المخواة مسافة 20 كيلو باتجاه الساحل (المظيلف).
- مركز وادي ممنا.

### القرى التابعة
أهم قرى المحافظة في قرية ذي عين الأثرية المشهورة، ومن قرى المحافظة أيضاً العرايس وبني شرفاء والعوفه والمروة وضيان والعياش والشوق والقزة والحواجر والجوة (ال سكران) وسيال والمشارفة والمدق والمشايعة والسند وبني عاصم ووادي رحبه والعياش ووادي ممنا ووادي الملح والحمدة والرششة والدار البيضاء وقرية بنو سهيم وقرية بني شرفا، وبالإجمالي فإن عدد قرى محافظة المخواة تتجاوز 310 (ثلاثمئة وعشرة) قرى تتبع لعدد من المراكز ومنها مركزالشوق و ناوان والجوة و نيرا وشدا الأسفل.

## أودية وجبال المحافظة

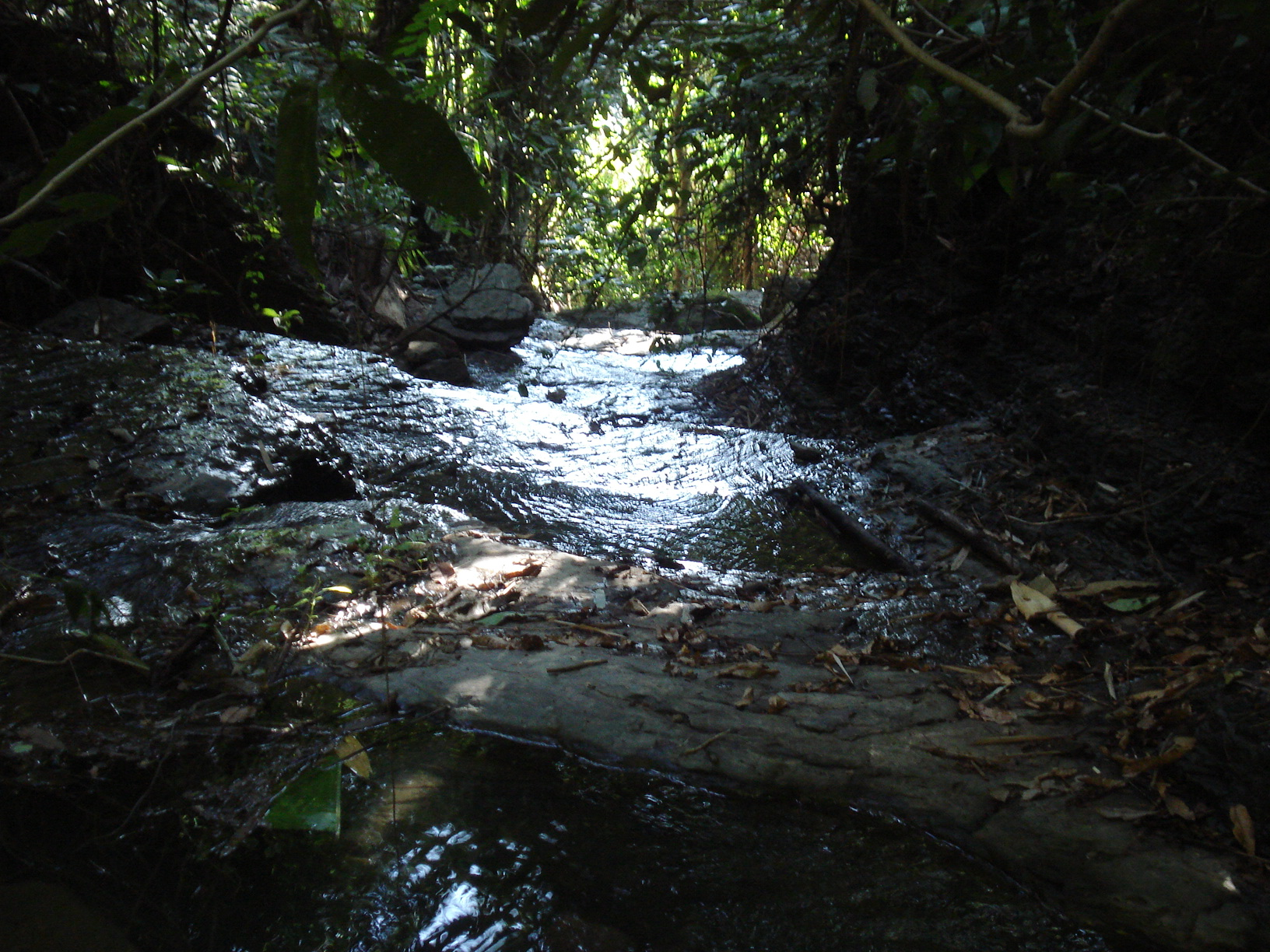
وادي نيرا.

تشمل أودية المحافظة على وادي الشوق، وادي ضيان، وادي الأحسبة، وادي مليل، وادي هوران، وادي منجل، وادي ناوان، وادي سقامة، وادي ممنا، وادي رحبة، وادي نيرا، إضافة إلى عدد من الجبال ومنها جبل شدا الأعلى وجبل شدا الأسفل.

## الآثار والسياحة
تحوي المخواة على عدد كبير من الأماكن الأثرية يأتي في مقدمتها قرية ذي عين التي تتميز بحصونها القديمة وقرية الشوق وغيرها من المعالم الأثرية المشهورة، وقرية عشم بوادي الاحسبة والعصداء وغيرها من القلاع والحصون الأثرية التي يرجع تاريخها للعصور القديمة، كذلك جبل شدا الأعلى وشدا الأسفل وكلاهما جبلان مرتفعان بالمنطقة، كما يوجد بالمخواة سد الملح الذي يوجد في أقصى شمال قرية الملح.

## المخواة 2020
يعد مشروع تطوير محافظة المخواة والمسمى بـ المخواة 2020 أحد أهم المشاريع التنموية في منطقة الباحة، وخطط لأن يكون خطوة عملية للنهوض بمستوى الخدمات في المحافظة، وقد تسلم في عام 1431 هـ الموافق 2010 الأمير فيصل بن محمد بن سعود نائب امير منطقة الباحة ان ذاك نسخه من مشروع المخواة 2020 وايذاناً ببدء العمل في المشروع، وتم تكليف علي بن عبد الله الغامدي أميناً للمشروع، وتم وفقاً للمشروع تشكيل لجان على النحو التالي: لجنة مجالس الأحياء ولجنة السياحة والتراث والفنون ولجنة الخدمات الحكومية ولجنة الاستثمار الزراعي والاقتصادي واللجنة الإعلامية ولجنة الحكومة الإلكترونية ولجنة البرامج الشبابية والأسرية.